# Orkiestra Oskara
Orkiestra Oskara / Zakazane instrumenty (ang. Oscar's Orchestra) – serial animowany produkcji brytyjskiej. Reżyserem jest Tony Collingwood, pomysłodawcą i osobą odpowiedzialną za muzykę – Jan Younghusband, a producentem Christopher O’Hare.

## Fabuła
Akcja serialu rozgrywa się w przyszłości. Światem rządzi dyktator Thadius Vent, który zakazał muzyki pod jakąkolwiek postacią. W Nowym Wiedniu organizuje się ruch oporu przeciwko tyranowi. Jego przywódcą jest fortepian Oskar, podkomendnymi – tuba Trevot, trójkąt Eryk, flet Sylwia, skrzypce Monty oraz pan Crotchet i jego wnuczka Rebeka.

## Bohaterowie
- Thadius Vent – za młodu próbował odnosić sukcesy w muzyce, ale nie powiodło mu się. Wtedy to wyrzucił swój fortepian, a wiele lat później, gdy stał się dyktatorem, zabronił muzyki pod jakąkolwiek postacią.
- Oskar – fortepian, który Vent wyrzucił, gdy był młody. Trafił do sklepu Bemola Crotcheta i razem z nim zorganizował Ruch Oporu Oskara, wymierzony przeciwko dyktatorowi. W razie potrzeby Oskar potrafi latać.
- Bemol Crotchet – właściciel sklepu z używanymi rzeczami. Do jego sklepu trafia Oskar. Bemol pomaga mu stworzyć Ruch Oporu. Ma wnuczkę, Rebekę.
- Rebeka – wnuczka Bemola Crotcheta, należy do Ruchu Oporu.
- Trevor – tuba, członek Ruchu Oporu.
- Eryk – trójkąt, członek Ruchu Oporu.
- Sylwia – flet, członek Ruchu Oporu.
- Monty – skrzypce, członek Ruchu Oporu.
- Lucius i Tank – podkomendni Thadiusa Venta.

## Spis odcinków
| N/o            | Polski tytuł            | Angielski tytuł               |
| -------------- | ----------------------- | ----------------------------- |
|                |                         |                               |
| SERIA PIERWSZA |                         |                               |
|                |                         |                               |
| 01             |                         | The Battle Begins             |
|                |                         |                               |
| 02             |                         | Bach to the Future            |
|                |                         |                               |
| 03             |                         | The Flight of the Bumble-Bees |
|                |                         |                               |
| 04             |                         | Star Tours                    |
|                |                         |                               |
| 05             |                         | Battle on Ice                 |
|                |                         |                               |
| 06             |                         | The Four Seasons              |
|                |                         |                               |
| 07             |                         | Oscar Cracks the Nut          |
|                |                         |                               |
| 08             | Urodziny Thadiusa Venta | 1812                          |
|                |                         |                               |
| 09             |                         | Star Crossed                  |
|                |                         |                               |
| 10             |                         | My Kingdom for a Tank         |
|                |                         |                               |
| 11             |                         | Viva Espana                   |
|                |                         |                               |
| 12             |                         | Once Upon a Ragtime           |
|                |                         |                               |
| 13             |                         | The Ring                      |
|                |                         |                               |
| SERIA DRUGA    |                         |                               |
|                |                         |                               |
| 14             |                         | Queen Sheba                   |
|                |                         |                               |
| 15             |                         | Radio Oscar                   |
|                |                         |                               |
| 16             |                         | Forty Thieves                 |
|                |                         |                               |
| 17             |                         | Back to Bach                  |
|                |                         |                               |
| 18             |                         | Carnival of the Animals       |
|                |                         |                               |
| 19             |                         | Black Keys                    |
|                |                         |                               |
| 20             |                         | Hall of the Mountain King     |
|                |                         |                               |
| 21             |                         | Sleeping Beauty               |
|                |                         |                               |
| 22             |                         | A Fight at the Opera          |
|                |                         |                               |
| 23             |                         | Fangs but no Fangs            |
|                |                         |                               |
| 24             |                         | A Tale of Two Tales           |
|                |                         |                               |
| 25             |                         | Four of our Notes             |
|                |                         |                               |
| 26             |                         | World Tour                    |
|                |                         |                               |
| SERIA TRZECIA  |                         |                               |
|                |                         |                               |
| 27             |                         | The Lost Chords               |
|                |                         |                               |
| 28             |                         | Out of Tune                   |
|                |                         |                               |
| 29             |                         | Knight in Shining Armour      |
|                |                         |                               |
| 30             |                         | Musical Exercise              |
|                |                         |                               |
| 31             |                         | Raiders of the Lost Park      |
|                |                         |                               |
| 32             |                         | Soothsayer’s Convention       |
|                |                         |                               |
| 33             |                         | Water Music                   |
|                |                         |                               |
| 34             |                         | Return of Scheherazade        |
|                |                         |                               |
| 35             |                         | Maestro Thadius               |
|                |                         |                               |
| 36             |                         | Inside Job                    |
|                |                         |                               |
| 37             |                         | Lieder of the Pack            |
|                |                         |                               |
| 38             |                         | Greensleeves                  |
|                |                         |                               |
| 39             |                         | The Toy Symphony              |
|                |                         |                               |